# Nitrianska Streda
Nitrianska Streda es un municipio del distrito de Topoľčany en la región de Nitra, Eslovaquia, con una población estimada a final del año 2024 de 738 habitantes.
Se encuentra ubicado al norte de la región, cerca del río Nitra (cuenca hidrográfica del Danubio) y de la frontera con las regiones de Trnava y Trenčín.

## Demografía
| Año        | 1994 | 2004     | 2014    | 2024    |
| ---------- | ---- | -------- | ------- | ------- |
| Población  | 666  | 757      | 767     | 738     |
| Diferencia |      | +13,66 % | +1,32 % | −3,78 % |

| Año        | 2023 | 2024    |
| ---------- | ---- | ------- |
| Población  | 741  | 738     |
| Diferencia |      | −0,40 % |